# Beatrice Seedorff
Beatrice Seedorff (født 9. november 1952) er en dansk skuespiller.
Seedorff er uddannet fra Statens Teaterskole i 1984.

## Filmografi
- Manden der ville være skyldig (1990)
- To mand i en sofa (1994)
- Skat - det er din tur (1997)
- Manden som ikke ville dø (1999)
- Opbrud (2005)